# John B. Richardson IV

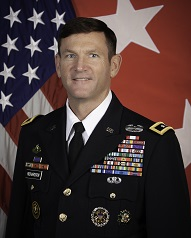
John B. Richardson IV

John Buchanan Richardson IV (* 17. April 1968 in Baltimore, Maryland) ist ein pensionierter Generalmajor der United States Army. Er war unter anderem Kommandeur der 1. Kavalleriedivision.

## Leben
John B. Richardson IV ist ein Sohn von John B. Richardson III und dessen Frau Judith Ann Loucks. Der Vater arbeitete für das FBI und die Mutter als Rechtsanwältin. Der jüngere Richardson wuchs in Tallahassee in Florida auf, wo er die öffentlichen Schulen besuchte. In den Jahren 1987 bis 1991 durchlief er die United States Military Academy in West Point. Nach seiner Graduation wurde er als Leutnant den Panzertruppen zugeteilt. In der Armee durchlief er anschließend alle Offiziersränge vom Leutnant bis zum Zwei-Sterne-General.
Im Lauf seiner militärischen Karriere absolvierte John Richardson IV verschiedene Kurse und Schulungen. Dazu gehörten unter anderem der Armor Officer Basic Course, der Armor Officer Advanced Course, das Command and General Staff College in Fort Leavenworth in Kansas und die Joint and Combined Warfighting School in Norfolk in Virginia. Außerdem studierte er für einige Zeit an der Harvard University. Zudem erhielt er einen akademischen Grad von der Long Island University.
In seinen jüngeren Jahren absolvierte er den für Offiziere in den niederen Rangstufen üblichen Dienst in unterschiedlichen Einheiten und Standorten. Dazu gehörten auch Aufgaben als Stabsoffizier in verschiedenen Hauptquartieren. Seine militärische Laufbahn begann in Deutschland als Zugführer in einer Panzerkompanie der 1. Panzerdivision. Dabei war er in Friedberg in Hessen stationiert. Danach wurde er nach Fort Riley zur 1. Infanteriedivision versetzt. Dort gehörte er dem Stab eines Bataillons der Division an. Dabei wurde er zwischenzeitlich nach Bosnien versetzt, wo er bei den IFOR-Truppen als Verbindungsoffizier zu polnischen Einheiten diente.
Nach seiner Rückkehr in die Vereinigten Staaten kehrte Richardson zur Militärakademie in West Point zurück, wo er als taktischer Offizier tätig war (Company Tactical Officer at West Point). Nach seiner Beförderung zum Major wurde er zum 2. Panzerregiment (2d Armored Cavalry Regiment) versetzt. Mit dieser Einheit war er in den Jahren 2003 und 2004 in Bagdad im Irak eingesetzt. Danach war er in Fort Polk, dem heutigen Fort Johnson, in Louisiana Stabsoffizier beim 2. Panzerregiment. Im Jahr 2005 wurde er erneut in den Irak versetzt, wo er Stabsoffizier beim Multi-National Security Transition Command war.
Nach einer kurzen Zeit im Stab der Panzerabteilung des U.S. Army Human Resources Commands kehrte Richardson, inzwischen als Oberstleutnant, zur 1. Infanteriedivision zurück. Dort kommandierte er in den Jahren 2007 bis 2009 die 5th Squadron des 4. Kavallerieregiments, die alle einer Brigade der 1. Infanteriedivision unterstehen. Mit dieser Einheit wurde er zum dritten Mal in den Irak verlegt, wo er bis 2009 im Nordwesten von Bagdad stationiert war.
Nach einer zwischenzeitlich anderen Verwendung erhielt Richardson im Jahr 2011, nunmehr als Oberst, das Kommando über das 3. Kavallerieregiment, das in Fort Hood, dem heutigen Fort Cavazos, stationiert war. Nach Ablauf dieser Berufung wurde er zum Stab der Joint Chiefs of Staff in Washington, D.C. versetzt. Danach wurde er im Rahmen der Operation Inherent Resolve ein weiteres Mal in den Irak beordert. Dort leitete er die Abteilung für Operationen der 1. Infanteriedivision. Danach leitete er bis Mai 2018 die Stabsabteilung für Operationen (G3) bei der 3. Infanteriedivision. Zwischenzeitlich wurde er nach Afghanistan versetzt.
Im Juni 2018 wurde Richardson zum Heeresministerium in Washington, D.C. versetzt. Dort war er Abteilungsleiter für Bereitschaft, Operationen und Mobilisierung (Readiness, Operations, and Mobilization) innerhalb der kombinierten G3/5/7-Stabsabteilung des Ministeriums. Diese Aufgabe nahm er bis zum Juni 2019 wahr. Daran schloss sich eine Versetzung zum United States Army Forces Command in Fort Bragg an. Dort leitete Richardson in den Jahren 2019 und 2020 die kombinierte Stabsabteilung G3/5/7 des Commands. Daran schloss sich eine Versetzung zum Fort Cavazos (vormals Fort Hood) an, wo Richardson stellvertretender Kommandeur des dort ansässigen III. Korps wurde. Diesen Posten hatte er bis zum Juli 2021 inne.
Im Juli 2021 erhielt er als Nachfolger von Jeffery Broadwater das Kommando über die 1. Kavalleriedivision, die ebenfalls in Fort Cavazos stationiert ist. Dieses Kommando behielt er bis zum Juli 2023, als Kevin D. Admiral seine Nachfolge antrat. Richardson war für eine Beförderung zum Generalleutnant und als künftiger Kommandeur der 1. Armee vorgesehen. Er lehnte dieses Angebot aber ab und ging im Februar 2024 in den Ruhestand.
Seit seiner Pensionierung arbeitet John Richardson IV für den amerikanischen Finanzdienstleister USAA.

## Orden und Auszeichnungen
Richardson erhielt im Lauf seiner militärischen Laufbahn unter anderem folgende Auszeichnungen:
- Defense Superior Service Medal
- Legion of Merit
- Bronze Star Medal
- Defense Meritorious Service Medal
- Meritorious Service Medal
- Joint Service Commendation Medal
- Joint Service Achievement Medal
- Army Commendation Medal
- Army Achievement Medal
- Purple Heart
- Presidential Unit Citation
- Joint Meritorious Unit Award
- Meritorious Unit Commendation
- Superior Unit Award
- National Defense Service Medal
- Armed Forces Expeditionary Medal
- Afghanistan Campaign Medal
- Iraq Campaign Medal
- Inherent Resolve Campaign Medal
- Global War on Terrorism Expeditionary Medal
- Global War on Terrorism Service Medal
- Armed Forces Service Medal
- NATO-Medaille